# NGC 5137
NGC 5137 (również PGC 46907) – galaktyka spiralna (S), znajdująca się w gwiazdozbiorze Panny. Odkrył ją Lewis A. Swift 17 kwietnia 1887 roku.